# Neolin

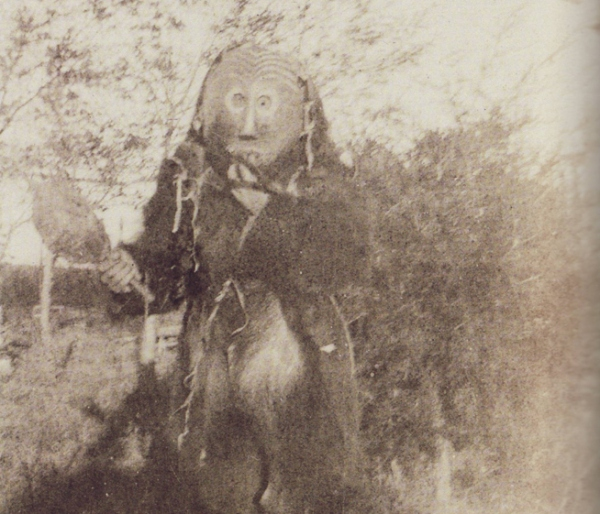
Delawarský šaman-tanečník v 19. století.

Neolin (algonkinsky "Čtyři") neboli delawarský prorok byl Indián z kmene Delawarů (Lenni Lenapů), který podnítil protibritské hnutí mezi domorodci severovýchodu Severní Ameriky v 60. letech 18. století.
Neolinovo učení bylo směsicí tradičního domorodého náboženství a křesťanství. Prorok tvrdil, že zná poselství tzv. Pána života ("Keesh-she'-la-mil'-lang-up"). Podle něj by měli domorodci odmítnout evropské zboží (např. oblečení a střelné zbraně), zavrhnout alkohol, polygamii, materialismus, přestat lovit zvířata jen kvůli obchodu s kožešinami atd. Nemají již uctívat původní božstva, jako byl Manitu, neboť podle něj šlo o zlé duchy. Kromě toho by měli vyhnat veškeré Angličany a anglicky mluvící kolonisty ze své země. Naopak Francouze považoval za své bratry, kteří mohou s Indiány sdílet zemi. Pokud toto dodrží, Pán života jim vrátí hojnost zvěře a dostanou se k němu do nebe. Toto duchovní obrození mělo začátkem 60. let 18. století velký vliv mezi Indiány. Jedním z hlavních stoupenců učení byl náčelník Pontiac, kterého tyto názory podnítily k zažehnutí velké protibritské vzpoury - Pontiacova povstání.